# Ekeren
Ekeren es un distrito ubicado al norte del municipio de Amberes en la Región Flamenca en Bélgica. El distrito celebra su aniversario 850 en 2005; el nombre del asentamiento se mencionó por primera vez en 1155 como "Hecerna". El nombre posiblemente venga de los Vikingos que llegaron alrededor del siglo IX para utilizar las plantaciones de avena.
Ekeren era la sede del club de fútbol Germinal Ekeren hasta que se fusionó con el K. Beerschot V.A.C. para crear al K.F.C. Germinal Beerschot en 1999. El nuevo club jugaba en el Olympisch Stadion en Amberes.
Ekeren es donde nació Jozef Pauly, académico en música y dicción, que tuvo a sus alumnos en su academia entre el 2000 hasta el 2004 provenientes de Kapellen, los cuales han realizado conciertos en Australia y Estados Unidos. Las academias musicales en Bélgica son distintas del sistema de educación pública; ir a estas academias es opcional, y considerada como un pasatiempo para los estudiantes.
En un área de un kilómetro cuadrado se ubica el Oude Landen, el único santuario de diversidad natural cercano de Amberes. Desde que fue un área militar en 1972 su acceso está prohibido, manteniendo ese estatus por décadas; el área contiene gran variedad de plantas y animales en ocho ecosistemas miniatura.
La frontera entre Ekeren y el Distrito de Amberes fue cambiada el 1 de enero de 2019 cuando varios vecindarios de Antwerp con 5,000 habitantes pasaron a Ekeren.
Ekeren también es la casa del músico Belga-americano Christian Olde Wolbers de la agrupación Fear Factory.

## Residentes destacados
- Filip Dewinter, político (Vlaams Belang) (1962–)
- Libera Carlier, escritor (1926–2007)
- Georges Morren, pintor, escultor, grabador (1868–1941)
- Sanne Cant, ciclista, tres veces campeón mundial (1990–)